# Cléré-sur-Layon
Cléré-sur-Layon is een gemeente in het Franse departement Maine-et-Loire (regio Pays de la Loire) en telt 351 inwoners (1999). De plaats maakt deel uit van het arrondissement Saumur.

## Geografie
De oppervlakte van Cléré-sur-Layon bedraagt 21,5 km², de bevolkingsdichtheid is 16,3 inwoners per km².
De onderstaande kaart toont de ligging van Cléré-sur-Layon met de belangrijkste infrastructuur en aangrenzende gemeenten.

## Demografie
Onderstaande figuur toont het verloop van het inwonertal (bron: INSEE-tellingen).